# Grand Hotel Cristicchi
Albums de Simone Cristicchi
Dall'altra parte del cancello
(2007) Cose dell'altro mondo
(2011)
Grand Hotel Cristicchi est le troisième album du chanteur italien Simone Cristicchi sorti le 19 février 2010 sur le label BMG Ariola.

## Historique
Cet album est paru juste après la participation de Simone Cristicchi à la 60e édition du Festival de Sanremo où il atteint la finale avec la chanson engagée Meno male, dénonçant la pipolisation des médias italiens, qui fit un imbroglio de polémiques impliquant Carla Bruni et les groupes de presse tenus par Silvio Berlusconi,,.

## Liste des titres de l'album
| 1.    | Overgnure                   | 0:36 |
| 2.    | Il pesce amareggiato        | 3:07 |
| 3.    | Meno male                   | 2:58 |
| 4.    | La vita all'incontrario     | 3:27 |
| 5.    | L'ultimo valzer             | 4:42 |
| 6.    | Tombino (avec Areamag)      | 4:21 |
| 7.    | Insegnami                   | 4:03 |
| 8.    | Meteora                     | 3:30 |
| 9.    | Volemo le bambole           | 3:00 |
| 10.   | Quattro minuti e 28 secondi | 4:28 |
| 11.   | Genova brucia               | 3:44 |
| 12.   | Come la neve                | 4:31 |
| 42:27 |                             |      |